# Валморзел-Конкамаризе (Верона)
Валморзел-Конкамаризе је насеље у Италији у округу Верона, региону Венето.
Према процени из 2011. у насељу је живело 375 становника. Насеље се налази на надморској висини од 22 м.